# 银量法
在分析化学中，银量法是一种涉及银离子的滴定方法。通常情况下，它被用于测定样品中的氯化物的量。样品溶液用已知浓度的硝酸银溶液进行滴定。氯离子与银（I）离子反应，得到不溶的氯化银：
Cl− (aq) + Ag+ (aq) → AgCl (s) (Ksp = 1.70 × 10−10)

## 佛尔哈德法
佛尔哈德法是返滴定的一个例子，为纪念雅各布·福尔哈德而命名。此方法包括了将过量的硝酸银加入到滴定液中、将氯化银过滤，以及用硫氰酸铵滴定剩余的硝酸银，并且使用在终点处会形成血红色[Fe(OH2)5(SCN)]2+的硫酸铁铵作为指示剂：
Ag+ (aq) + SCN− (aq) → AgSCN (s) (Ksp = 1.16 × 10−12)
Fe(OH)(OH2)52+ (aq) + SCN− (aq)→ [Fe(OH2)5(SCN)]2+  + OH−
影响因素有：酸度和沉淀的吸附能力。一般酸度在0.1～1mol/L之间，酸度过低影响红色Fe(SCN)红色络合物的生成，因为铁离子水解。AgCl沉淀对構構晶离子有吸附作用。

## 莫尔法
在因卡尔·弗里德里希·莫尔而得名的莫尔法中，铬酸钾是指示剂，在所有氯离子反应完后，生成红色的铬酸银：
2Ag+ (aq) + CrO42- (aq) → Ag2CrO4 (s) (Ksp =  1.1 × 10−12)
该方法需要在接近中性时进行，因为在pH较高时会生成氢氧化银，而pH较低时则会产生H2CrO4，降低铬酸根离子浓度，并延缓沉淀的生成。碳酸盐和磷酸盐会沉淀银，因此需要将其掩蔽来防止不精确的结果。
莫尔法可以用于将样品与乙酸钙，然后乙酸铁点燃以测定样品中的总氯含量。乙酸钙用于“固定”自由氯、沉淀碳酸盐并缓冲所得的溶液。乙酸铁用于去除磷酸盐。所有的氯被溶出残渣，并进行滴定。

## 法扬斯法
在以卡西米爾·法揚斯的名字命名的法扬斯法中，一般用二氯荧光素（DCF）作为指示剂；终点的标志是绿色的悬浮液突变为粉红色。在终点之前，氯离子一直保持过量。它们吸附在AgCl表面，赋予该粒子负电荷。当超过当量点时，过量的银（I）离子吸附在氯化银表面，赋予其正电荷。像二氯荧光素这样的阴离子染料被吸引至微粒，并在吸附时经历颜色变化，表示到达终点。伊红（四溴荧光素）在溴化物、碘化物和硫氰酸盐阴离子的滴定中较为适用，比用二氯荧光素得到的终点更为清晰。它不适用于对氯化物阴离子的滴定中，因为它比氯离子更容易吸附在AgCl上。